# Stambeno-poslovna zgrada Lloyda u Splitu
Stambeno-poslovna zgrada Lloyda je stambeno-poslovna zgrada u Splitu, na adresi Bartola Kašića 21.
Građena je od 1962. do 1965. godine. Arhitekt je Neven Šegvić.
Pod oznakom Z-6824 zavedena je kao nepokretno kulturno dobro - pojedinačno, pravna statusa zaštićena kulturnog dobra, klasificiranog kao profana graditeljska baština.